# Троскот
Тро̀скотът (Cynodon dactylon), също обикновен троскот, е вид тревисто многогодишно растение от семейство Житни. Разпространен е в целия свят, а в България се среща във всички краища докъм около 800 м надморска височина. Има фуражно значение, но е също така и упорит плевел.
Род Троскот (Cynodon) който обхваща около 10 други вида, разпространени в Азия и Африка.